# Observatorio de Prospectiva Tecnológica Industrial
El Observatorio de Prospectiva Tecnológica Industria (OPTI) es una fundación que bajo protectorado del Ministerio de Industria, Turismo y Comercio de España genera información inteligente sobre la evolución y futuro de la ciencia y la tecnología a medio y largo plazo.
La Fundación OPTI nace en 1997 con los siguientes objetivos: 
• Generar una base de información y conocimiento sobre tendencias y previsiones de futuro acerca del impacto e influencia de la tecnología en la industria, el empleo y la competitividad.
• Proporcionar información de utilidad para que los responsables de la toma de decisiones en la Administración y las empresas puedan elaborar las estrategias de actuación más convenientes para afrontar los retos tecnológicos de futuro que se avecinan.
La Fundación OPTI ha publicado hasta la fecha más de cuarenta estudios de Prospectiva Tecnológica.
El 2012 la Fundación OPTI pasó a ser parte de la Fundación EOI.